# Juan Martínez Munuera
Juan Martínez Munuera (Benidorm, 13 juli 1982) is een Spaans voetbalscheidsrechter. Hij was in dienst van FIFA en UEFA tussen 2015 en 2021. Ook leidt hij sinds 2013 wedstrijden in de Primera División.
Op 17 augustus 2013 leidde Martínez Munuera zijn eerste wedstrijd in de Spaanse nationale competitie. Tijdens het duel tussen Real Sociedad en Getafe (2–0 voor Real Sociedad) trok de leidsman tweemaal de gele kaart. In Europees verband debuteerde hij op 2 juli 2015 tijdens een wedstrijd tussen Sillamäe Kalev en Hajduk Split in de eerste voorronde van de UEFA Europa League; het duel eindigde in 1–1 en Martínez Munuera gaf viermaal een gele kaart. Zijn eerste interland floot hij op 9 mei 2018, toen Saoedi-Arabië met 2–0 won van Algerije door doelpunten van Salman Al-Faraj en Yahya Al-Shehri. Tijdens deze wedstrijd deelde de Spanjaard zeven gele prenten uit.
In mei 2022 werd hij gekozen als een van de videoscheidsrechters die actief zouden zijn op het WK 2022 in Qatar. In april 2024 werd hij ook in deze rol gekozen voor het EK 2024 in Duitsland.

## Interlands
| Datum            | Plaats                    | Wedstrijd                | Uitslag | Competitie             | Kreeg geel | Kreeg voor de tweede keer geel en dus rood | Weggestuurd |
| ---------------- | ------------------------- | ------------------------ | ------- | ---------------------- | ---------- | ------------------------------------------ | ----------- |
| 9 mei 2018       | Cádiz, Spanje             | Saoedi-Arabië – Algerije | 2 – 0   | Vriendschappelijk      | 7          | 0                                          | 0           |
| 5 september 2019 | Tampere, Finland          | Finland – Griekenland    | 1 – 0   | EK 2020 kwalificatie   | 6          | 0                                          | 0           |
| 14 november 2019 | Zaporizja, Oekraïne       | Oekraïne – Estland       | 1 – 0   | Vriendschappelijk      | 3          | 0                                          | 0           |
| 7 september 2023 | Belgrado, Servië          | Servië – Hongarije       | 1 – 2   | EK 2024 kwalificatie   | 2          | 0                                          | 0           |
| 13 oktober 2024  | Andorra la Vella, Andorra | Andorra – San Marino     | 2 – 0   | Vriendschappelijk      | 6          | 0                                          | 0           |
| 16 november 2024 | Kayseri, Turkije          | Turkije – Wales          | 0 – 0   | Nations League 2024/25 | 2          | 0                                          | 0           |

Laatst bijgewerkt op 19 november 2024.